# Siwar Hajar Mazouz
 (février 2025).
Motif : notoriété non démontrée : aucun article de presse ne parle d'elle
- Archive Wikiwix
- Bing
- Cairn
- DuckDuckGo
- E. Universalis
- Gallica
- Google
- G. Books
- G. News
- G. Scholar
- Persée
- Qwant
- (zh) Baidu
- (ru) Yandex
- (wd) trouver des œuvres sur Wikidata

| 1. | Préciser le motif de la pose du bandeau. | Précisez le motif de la pose du bandeau en utilisant la syntaxe suivante : {{admissibilité à vérifier\|date=juillet 2025\|motif=remplacez ce texte par le motif}}                       |
| 2. | Informer les utilisateurs concernés.     | Pensez à avertir le créateur de l'article, par exemple, en insérant le code ci-dessous sur sa page de discussion : {{subst:avertissement admissibilité à vérifier\|Siwar Hajar Mazouz}} |

Pour les articles homonymes, voir Mazouz.
Siwar Hajar Mazouz, née le 19 juin 2004 à Bagnolet, est une joueuse internationale algérienne de handball, jouant au poste d'ailière droite,,. 

## Biographie
Elle dispute le championnat d'Afrique 2024 avec l'équipe nationale d'Algérie.